# 羽根尾駅
羽根尾駅（はねおえき）は、群馬県吾妻郡長野原町大字羽根尾にある、東日本旅客鉄道（JR東日本）吾妻線の駅である。

## 歴史
- 1971年（昭和46年）3月7日：国鉄の駅として開設[1][2]。貨物取扱要員のため駅員配置[3]。
- 1982年（昭和57年）4月1日：貨物取扱廃止[2]。
- 1987年（昭和62年）4月1日：国鉄分割民営化に伴い、JR東日本の駅となる[2]。
- 2007年（平成19年）：残存していた上屋付荷役施設が解体、側線のうち山側1本撤去。
- 2014年（平成26年）10月1日：東京近郊区間に編入される[4]。
- 2018年（平成30年）：架線が張られていない側線が全て撤去。

## 駅構造
築堤上に島式ホーム1面2線を有する地上駅。駅舎は無い。ホームは駅前広場より高い位置にあり、広場から地下道を通ってホームへ上る。
長野原草津口駅管理の無人駅。
開設から1982年（昭和57年）までは貨物取扱駅で、貨物列車発着のための駅長・駅員が配属され常駐していた。その名残で、構内はかなり広く、最大4本の側線を有していた。
吾妻線内で列車交換可能な駅としては最西端となる。

### のりば

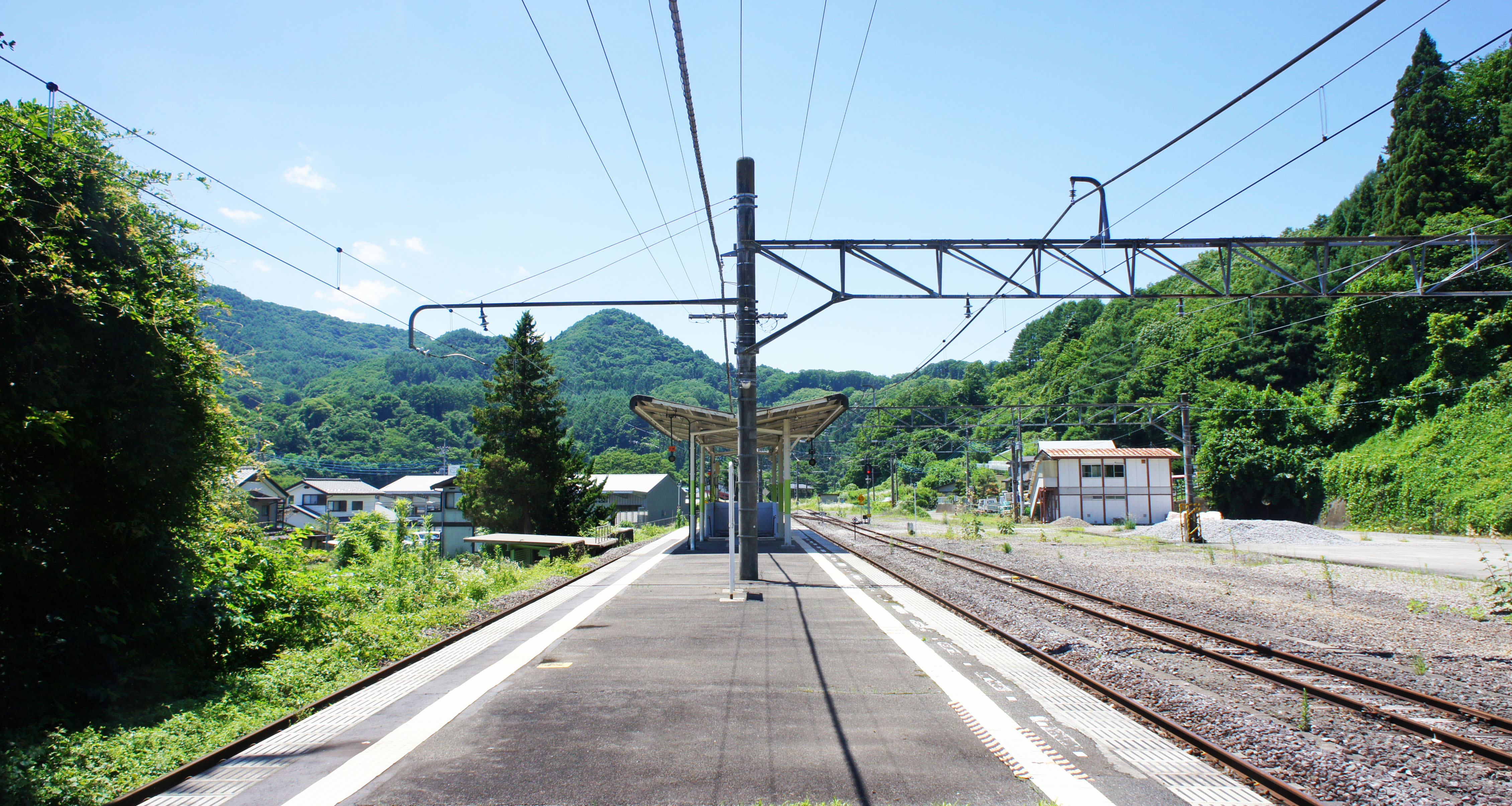
ホーム（2021年7月）

| ホーム | 路線    | 方向 | 行先                   |
| ------ | ------- | ---- | ---------------------- |
| 南側   | ■吾妻線 | 下り | 万座・鹿沢口・大前方面 |
| 北側   | ■吾妻線 | 上り | 渋川方面               |

（出典：JR東日本:駅構内図）
- ホーム（2021年7月）

## 利用状況
群馬県統計年鑑によると、1日平均乗車人員は以下の通り。
| 年度   | 一日平均 乗車人員 |
| ------ | ----------------- |
| 2002年 | 89                |
| 2003年 | 90                |
| 2004年 | 77                |
| 2005年 | 70                |
| 2006年 | 66                |
| 2007年 | 46                |
| 2008年 | 43                |
| 2009年 | 39                |
| 2010年 | 43                |
| 2011年 | 41                |

## 駅周辺
- 羽根尾城
- 吾妻川
- 羽根尾交差点：国道144号・国道145号・国道146号の起点。

## バス路線
駅前の国道406号上に草軽交通「応桑道」（おうくわみち）バス停留所がある。東京方面と草津温泉間においては特急「草津・四万」号停車駅の長野原草津口駅が乗換駅として位置づけられているが、一部の乗換検索システムではバス運賃が若干安くなる当駅が「乗換駅」として表示されるため、トイレや売店もない無人駅ながら2020年代に入ってから若年層や訪日客を中心に草津温泉方面の乗り換え利用が増えている。
- 急行草軽線・草軽病院線：軽井沢駅 / 草津温泉
- 長野原線：長野原草津口駅 / 北軽井沢

## 隣の駅
東日本旅客鉄道（JR東日本）
■吾妻線
群馬大津駅 - 羽根尾駅 - 袋倉駅